# Onychoserica quadrifoliata
Onychoserica quadrifoliata är en skalbaggsart som beskrevs av Louis Burgeon 1947. Onychoserica quadrifoliata ingår i släktet Onychoserica och familjen Melolonthidae. Inga underarter finns listade i Catalogue of Life.